# The Walking Dead: The Final Season
The Walking Dead: The Final Season es un juego de aventuras episódico desarrollado por Telltale Games (primeros dos episodios) y Skybound Games (últimos dos episodios) y el cuarto juego principal de su serie de videojuegos The Walking Dead, basado en la serie de cómics de Robert Kirkman del mismo nombre. El primero de los cuatro episodios se lanzó el 14 de agosto de 2018 para las plataformas Microsoft Windows, PlayStation 4, Xbox One y Nintendo Switch.
Se espera que sea la historia final que involucre a Clementine, y tendrá lugar algunos años después de los eventos de The Walking Dead: A New Frontier. El juego representa el primer lanzamiento importante de Telltale después de una gran reestructuración; su objetivo es volver a los temas y elementos de la primera temporada, y se espera que sea el último juego que Telltale lanza con su motor Telltale Tool. El juego está doblado al español de Latinoamérica (los 2 primeros episodios), a diferencia de las anteriores entregas que únicamente estaban subtituladas en castellano (sin doblaje). También está doblado al francés, alemán, portugués e inglés. En lo que respecta al ruso, italiano y chino sólo están traducidos los subtítulos e interfaz (sin doblaje del audio).
Este juego, y toda la saga en general, ha recibido críticas de algunos jugadores, lo anterior, por la falta de repercusión de las decisiones, siendo que tomando diferentes decisiones suele desembocar todo de la misma manera, se haga lo que se haga, lo cual da una sensación de falsa interactividad, que no pasa por alto cuando se juega a este título.
La continuidad del juego estuvo en duda, luego de que el 21 de septiembre de 2018 Telltale anuciara, a través de sus redes sociales, su cierre y despido masivo de sus empleados. Por otra parte, el lanzamiento del episodio 2, para el 25 de septiembre de 2018, "Suffer the Children", siguió en pie.
Durante la  Comic Con de Nueva York de 2018, Robert Kirkman anunció que su compañía de producción, Skybound Entertainment, ayudaría a finalizar los últimos dos episodios. Según Skybound, han adquirido los derechos del juego de Telltale y trabajarán con los antiguos empleados de Telltale Games para terminar los episodios restantes.

## Jugabilidad
Al igual que con otros juegos de la serie de The Walking Dead, The Final Season es un juego de aventuras gráficas, donde el jugador controla a la protagonista, Clementine, mientras lucha por sobrevivir tras un apocalipsis zombi. El jugador puede mover Clementine por el entorno para examinar elementos, iniciar diálogos con personajes no jugables, y progresar en la historia. Las decisiones tomadas por el jugador pueden afectar los episodios futuros, y The Final Season puede usar juegos guardados previamente de los juegos pasados de la serie de The Walking Dead para llevar las elecciones de estos juegos a The Final Season. Los jugadores que no hayan jugado temporadas anteriores, o que quieran ajustar las elecciones hechas que afectan al personaje de Clementine, podrán usar una herramienta de creación de historias basada en la web para crear una partida de juego en la nube que se puede usar para ser incorporada al juego. Esto también aborda los problemas con varias limitaciones para guardar partidas debido a las transiciones de la plataforma en el transcurso de la serie (por ejemplo, las partidas previas de Xbox 360 o PlayStation 3 de las dos primeras temporadas no son compatibles con The Final Season).
En partes del juego, se requerirá que el jugador reaccione a los eventos de tiempo rápido en escenas de acción, como escapar de un "caminante" (el nombre para zombis en la serie). Si no se completan los eventos, generalmente se produce la muerte de Clementine u otro personaje clave, lo que requiere que el jugador vuelva a intentar el evento. La temporada final presenta más secuencias de acción abiertas que le dan al jugador más control durante la secuencia.

## Trama
Episodio 1: Done Running
Algunos años después de los eventos de A New Frontier, Clementine ha seguido criando a AJ, quien ahora es un niño de cinco años bastante hábil con el arma, recordando las lecciones que Lee le había enseñado. Conducen sin rumbo por el camino, deteniéndose en una estación de tren para buscar comida. En el interior, encuentran una bodega con suministros bien surtidos de alimentos, pero la puerta está amurallada con una granada, y el ruido de la explosión atrae a una horda de caminantes. Mientras conduce para escapar, Clementine choca el auto, y cuando se desmaya, ve a alguien agarrar a AJ. Clementine despierta dentro de las ruinas de una escuela. Conoce a Marlon, el líder de un grupo de adolescentes de la escuela, y descubre que también han estado cuidando a AJ mientras se recuperaba. Clementine y AJ se encuentran con los otros niños, y se enteran de que han estado solos por un tiempo después de haber sido abandonados por el personal de la escuela, pero que han encontrado formas de sobrevivir cazando y pescando en los bosques cercanos, y utilizando trampas para alejar a los caminantes que se encuentran fuera del recinto escolar. A medida que conoce a los demás y ayuda a AJ a aprender las habilidades sociales adecuadas, Clementine aprende acerca de la pérdida de un grupo de hermanas gemelas aproximadamente un año antes que aún preocupa a los niños, especialmente a Tenn, el hermano menor de las hermanas.
Marlon advierte a Clementine que se están quedando sin comida, el área segura alrededor de la escuela se está reduciendo con el tiempo y al día siguiente ayuda con la caza y la pesca. Ningún esfuerzo asegura suficiente comida, y Clementine sugiere regresar a la estación de trenes para ver qué alimentos sobrevivieron a la explosión de la granada, a pesar de que la estación se encuentra fuera de la zona de seguridad designada. Clementine y AJ entran a la estación para asegurar la comida, pero se enfrentan a un hombre llamado Abel, que exige una ración de la comida a punta de pistola. Después de cumplir o someter a Abel, Clementine y el resto del grupo regresan a la escuela, informando sobre su encuentro. Esa noche, a través del sistema de tuberías en la escuela, Clementine escucha dos voces discutiendo, y encuentra a Marlon y Brody, otro residente, teniendo una acalorada discusión en el sótano. Brody le revela a Clementine que Abel era parte de un grupo de asaltantes y que Marlon les había cambiado a las gemelas por seguridad. Furioso por la revelación, Marlon golpea a Brody con una linterna, lo que le produce una profunda herida en la cabeza. Antes de morir, Brody le revela a Clementine que Marlon también tiene la intención de intercambiarla a ella y AJ en caso de que los asaltantes regresen. En estado de pánico, Marlon deja que Brody se convierta y encierra a Clementine en el sótano. Clementine asesina a una re-animada Brody y escapa de la bodega para encontrar a Marlon siendo apuntando con una pistola por AJ, llamando la atención del resto del grupo. Marlon le quita el arma a AJ e intenta incriminar a Clementine por la muerte de Brody, en un intento de que el grupo se vuelva contra ella. Clementine es capaz de convencer a los otros niños de las malas acciones de Marlon, y eventualmente, Marlon se rinde. Mientras los otros discuten qué hacer con Marlon, AJ le dispara y lo mata.
Episodio 2: Suffer the Children
A pesar de los intentos de Clementine y AJ por disculparse, los otros niños votan para que los dos sean expulsados de la escuela. 
Afuera, se encuentran con Abel y otra persona, a quien Clementine identifica como Lilly, una de las sobrevivientes del grupo de Lee. Se vuelve claro que Lilly es miembro de los asaltantes, quienes pertenecen a la comunidad Delta, y sabiendo que Clementine y AJ acababan de abandonar la escuela, comienzan a cazarlos, evento en el cual AJ recibe un disparo en el estómago. Los dos son salvados por James, un exmiembro de los Susurradores, quien les revela que Delta recluta a la gente a la fuerza para luchar en su guerra contra una comunidad rival. James atiende las heridas de AJ y les acompaña a la escuela a la mañana siguiente, antes de partir por su cuenta. 
A pesar del resentimiento de algunos de los niños hacia Clementine y AJ, los dejan regresar para que AJ pueda tratar sus heridas. Clementine les advierte sobre Lilly y su grupo, y hacen planes para preparar los terrenos de la escuela ante un posible ataque.
Pasan dos semanas sin ningún percance, provocando que todos estén al límite. Después de jugar un juego de verdad o reto para aliviar las tensiones, los niños van a revisar los preparativos finales. El jugador puede elegir que Clementine acompañe a Louis o Violet, y en cualquier caso, expresar sentimientos románticos hacia uno de estos personajes. 
Poco después, los asaltantes llegan a la escuela, buscando capturar a más niños. En medio de la batalla, Lilly mata a uno de los niños, Mitch. Clementine se mete en una pelea con Abel que termina con ellos cayendo de un balcón, y con este último rompiéndose la pierna. Después de que Clementine salva a Violet o Louis de ser secuestrados, Lilly y los asaltantes escapan, y los niños restantes cuentan sus pérdidas, que incluyen a Omar, Aasim, Tenn y la persona que Clementine no salvó. Prometen recuperarlos y, como Abel es ahora su prisionero, tienen la intención de interrogarlo para dar con la ubicación del campamento de Delta.
Episodio 3: Broken Toys
Al comenzar el episodio 3, Clementine baja al sótano donde tienen atado a Abel, a sonsacarle donde se han llevado a sus amigos. Puede hacer que le muerda Rosie (el perro), darle golpes, quemarle con un cigarro o dejarle fumar, después de esto Abel se pone enfermo y escupe mucha sangre, entonces Clementine puede elegir entre matarle o dejarle que se convierta en zombi, antes de lo cual Abel les dice donde están.
Después de esto, comienzan a espiar a los saqueadores, cuya base se en un barco anclado. Así mismo,  se descubre que Minerva, una de las hermanas desaparecidas, ahora es una miembro de Delta. Ante el peligro que supone el infiltrarse por cuenta propia en el barco, Clementine y AJ forman un plan junto a James, quien utilizará sus habilidades para dirigir una manada de caminantes.
Los chicos hacen una fiesta antes de asaltar el barco y Clementine tiene un sueño con Lee, quien la reconforta ante la incertidumbre de la situación. Pronto, AJ la despierta para la misión y se reúnen para el asalto junto a James, el cual confiesa su homosexualidad. Se empapan de sangre con vísceras zombis y se dirigen al barco mientras usan a los zombis de escudo.
Mientras se infiltran y lidian con los saqueadores, Clementine coloca una bomba en la caldera del barco. Posteriormente, se encaminan en la búsqueda de sus amigos en la segunda planta, donde Minerva los traiciona al incapacitar a Clementine. Al recuperar la consciencia, Clementine se las ingenia para escapar, mientras AJ tiene un enfrentamiento ideológico y de dominación con Lilly.
Lilly termina llevando a ambos a la planta superior del barco para interrogarlos. Mientras Louis o Violet matan a una de los saqueadores y les siguen el rastro. Durante el enfrentamiento en la cubierta, AJ puede matar a Lilly o perdonarle la vida, haciendo que James muera en este segundo escenario. Inmediatamente después, la bomba explota, hundiendo el barco.
Episodio 4: Take us back
El episodio 4 muestra a Clementine, AJ, Tenn y Louis o Violet, huyendo de los restos del barco naufragado, encaminandose de vuelta a la escuela. Sin embargo, durante el paso por un puente en ruinas, el grupo es atacado por una Minerva infectada y delirante, quien dirige a una horda de caminantes. Durante el enfrentamiento, Clementine es herida de gravedad en una pierna, y ya sea Violet, Louis o Tenn terminan muriendo por la crianza dada a AJ.
Los supervivientes se separan, dejando a AJ y Clementine por su cuenta, provocando que está última sea mordida por un caminante en la pierna. Ambos consiguen refugiarse en un viejo granero, donde Clem se despide de AJ, pidiendole que continue con su vida sin ella.
Un par de días después, AJ vuelve de pescar en el río para la cena, siendo recibido por una Clementine con la pierna que fue infectada, amputada, apoyada en un par de muletas. 
Finalmente, el juego termina con Clementine suspirando aliviada por haber encontrado un hogar para ella y AJ.

## Reparto
| Personaje  | Actor              |
| ---------- | ------------------ |
| Clementine | Melissa Hutchinson |
| AJ         | Tayla Parx         |
| Louis      | Sterling Suleiman  |
| Violet     | Gideon Adlon       |
| Lilly      | Nikki Rapp         |
| Abel       | Alex Fernández     |
| James      | Johnny John Bosch  |
| Marlon     | Ray Chase          |
| Brody      | Hedy Burress       |
| Tennessee  | Zaire Hampton      |
| Minerva    | Cherami Leigh      |
| Aasim      | Ritesh Rajan       |
| Ruby       | Ali Hillis         |
| Willy      | Justin Cowden      |

## Episodios
| N.º en serie | N.º en temporada | Título del episodio   | Dirección                      | Guion                                                           | Fecha de lanzamiento     |
| ------------ | ---------------- | --------------------- | ------------------------------ | --------------------------------------------------------------- | ------------------------ |
| 16           | 1                | "Done Running"        | Chris Rebbert, Vahram Antonian | Jessica Krause, Adam Esquenazi Douglas, Mary Kenney, Lauren Mee | 14 de agosto de 2018     |
| 17           | 2                | "Suffer The Children" | Chris Rieser                   | James Windeler, Mary Kenny                                      | 25 de septiembre de 2018 |
| 18           | 3                | "Juguetes rotos"      | Ryan D. Chan, Chris Rieser     | Lauren Mee, Mark Darín                                          | 15 de enero de 2019      |
| 19           | 4                | "Take Us Back"        | Chris Rebbert, Vahram Antonian | Jessica Krause, Adam esquenazi Douglas                          | 26 de marzo de 2019      |

## Desarrollo
El videojuego fue anunciado durante la Comic Con de San Diego en julio de 2017, con el nombre de The Walking Dead: The Final Season, el cual se lanzaría como una serie de cuatro episodios el 14 de agosto de 2018 para Windows, PlayStation 4 y Xbox One, con una versión para Nintendo Switch más tarde ese año. Clementine regresará como el personaje principal, con la voz de Melissa Hutchinson, esto, cuando Telltale vio que los fanáticos de la serie no estaban satisfechos con la poca interactividad que se tenía con Clementine en The Walking Dead: A New Frontier. Telltale quería que la temporada final les volviera a llamar la atención a los fanáticos que habían elogiado la primera temporada, y sabían que necesitaban hacer que Clementine fuera el centro de atención. Con esta decisión, Telltale decidió hacer de esta la última temporada de la serie de The Walking Dead, con el objeto de poder llegar a una conclusión satisfactoria de la historia de Clementine. Para este propósito, Telltale trajo de vuelta a Gary Whitta, el escritor de la primera temporada y el contenido de "400 Días", para ayudar a cerrar la historia de Clementine.
La historia será una secuela de The Walking Dead: A New Frontier con Clementine, quien rescatara a AJ del rancho McCarroll, con un lapso de tiempo de algunos años, donde AJ es ahora un niño. Con la disminución de los recursos en medio del apocalípsis, a Clementine y AJ se les presenta la instancia de permanecer en comunidades como un objetivo de vital importancia, conociendo a otros personajes que tienen poca memoria de la época anterior a la caída de la sociedad. Clementine comienza a enseñarle a AJ los elementos esenciales de la supervivencia como Lee le había enseñado durante The Walking Dead: The First Season, como una forma de honrar las lecciones de Lee. Telltale había considerado, inicialmente, escribir una versión de Clementine que se había vuelto más hastiada, pero descubrió que era muy diferente de la versión establecida del personaje, y la modificó para ser más comprensiva.
La temporada final usará la versión actualizada de la herramienta introducida por Telltale por primera vez en Batman: The Telltale Series, junto con mejoras en el estilo visual para acercarse al estilo utilizado por los cómics de The Walking Dead. This included improved dynamic lightning, and a new rendering style Telltale called "Graphic Black" to enforce the comic book rendering style. Esto incluyó una iluminación dinámica mejorada, y un nuevo estilo de renderizado llamado Telltale "Graphic Black" para imponer el estilo de render del cómic. Algunas escenas incluirán zombis "sin guión" que pueden atacar a Clementine si el jugador no es cuidadoso, creando nuevas secuencias de combate de forma libre, mientras que otras partes del juego continuarán usando eventos de tiempo rápido como en los juegos anteriores.
Debido a las correcciones de curso hechas en Telltale en 2017, The Walking Dead: The Final Season fue principalmente el único juego que lanzó la compañía ese año, reduciendo de veinte episodios de múltiples juegos en 2017 a solo cuatro de esta temporada en 2018. El productor ejecutivo del juego, Brodie Andersen, dijo: "Sabemos que en los años anteriores no fuimos capaces de ofrecer todas las experiencias que queríamos, así que fue importante concentrarse en una experiencia de calidad pulida que los jugadores adoran". Debido a la reducción de la parrilla de productos, Telltale pudo establecer fechas de lanzamiento para los cuatro episodios de la temporada, por primera para cualquiera de las series episódicas de Telltale. Andersen dijo que pudieron lograr esto comenzando desde donde querían que finalizara The Final Season, y luego construyendo la narrativa hacia atrás a partir de eso, estableciendo cuatro episodios claros para la serie hacia la que trabajar.
El 31 de julio de 2018 se lanzó para PlayStation 4 y Xbox One una demo gratuita del juego, que ofrece aproximadamente los primeros veinte minutos del primer episodio, destinado a mostrar las nuevas características del juego agregadas en esta temporada. Se espera que los lanzamientos físicos de The Final Season para PlayStation 4 y Xbox One sean el 6 de noviembre de 2018. Estos últimos contendrán los dos primeros episodios y un código de pase de temporada para descargar los últimos dos episodios cuando se lanzan normalmente.
A pesar del título The Final Season, Telltale originalmente no descartaba un posible futuro para los juegos de The Walking Dead; El director creativo Kent Mudle dijo que el título de The Final Season representaba el final del viaje de Clementine desde el punto de vista de Telltale, pero podía volver a visitar la franquicia a través de otros personajes.
El 21 de septiembre de 2018, Telltale anunció que estaban sufriendo un "cierre mayoritario del estudio", despidiendo a casi todo el personal, dejando solo a 25 personas para completar las obligaciones restantes del estudio. El estado de The Final Season es desconocido, aunque otros proyectos del estudio planificados fueron cancelados. El segundo episodio fue lanzado, de todas formas y según lo establecido, el 25 de septiembre de 2018, pero el destino de los episodios restantes es desconocido. Telltale declaró el 24 de septiembre de 2018 que "varios socios potenciales" se han acercado al estudio con la intención de ayudar a completar los dos episodios restantes de alguna manera. Hasta que sean capaces de descubrir cómo se jugarán los últimos dos episodios, Telltale les pidió a los minoristas y las tiendas digitales que retiraran las ventas del juego y del pase de temporada.
Durante la  Comic Con de Nueva York de 2018, Robert Kirkman anunció que su compañía de producción, Skybound Entertainment, ayudará a finalizar los últimos dos episodios y dejarlos listos para su lanzamiento. Según Skybound, han adquirido los derechos del juego de Telltale y trabajarán con los antiguos empleados de Telltale Games para terminar los episodios restantes.

## Recepción
The Walking Dead: The Final Season ha recibido críticas, por lo general, positivas, destacándose por su caracterización, elementos visuales y una mecánica de juego mejorada, y es considerada, por muchos críticos y fanáticos, como un buen regreso a la forma de la serie.

### Episodio 1: Done Running
El sitio web de reseñas Metacritic calificó la versión de Microsoft Windows con un 76 de 100, basado en 26 revisiones, la versión de PlayStation 4  con un 75 de 100, basado en 14 revisiones, la versión de Xbox One con un 70 de 100 basado en 9 revisiones, y la versión de Nintendo Switch con un 76 de 100 de  basado en 5 revisiones.

### Episodio 2: Suffer The Children
El sitio web de reseñas Metacritic calificó la versión de Microsoft Windows con un 69 de 100, basado en 14 revisiones, la versión de PlayStation 4  con un 70 de 100, basado en 4 revisiones, la versión de Xbox One con un 75 de 100 basado en 2 revisiones (a la espera de 2 revisiones más), y la versión de Nintendo Switch con un 65 de 100 basado en 2 revisiones (a la espera de 2 revisiones más).

### Episodio 3: Broken Toys
La versión para PC tiene una puntuación promedio de 74 de 100 basado en 19 revisiones en Metacritic, la versión de PlayStation 4 tiene una calificación promedio de 78 de 100 basado en 10 revisiones, la versión de Xbox One tiene una calificación promedio de 80 de 100 basado en 4 revisiones, y la versión para Switch está a la espera de más revisiones.

### Episodio 4: Take Us Back
En Metacritic, la versión para PC tiene una calificación de 79/100 basada en 14 revisiones,  la versión de PS4 tiene una calificación de 75/100 basada en 10 revisiones,  la versión de Xbox One tiene una calificación de 85/100 basada en 4 reseñas,  y la versión de Nintendo Switch tiene una calificación de 83/100 basada en 4 reseñas. 